# Haus Dr. Diener
Das Haus Dr. Diener in Eichstätt-Marienstein wurde 1976 nach Plänen von Karljosef Schattner errichtet und ist unter Aktennummer D-1-76-123-702 in der Denkmalliste Bayern eingetragen.

## Geschichte und Architektur
Das Wohnhaus, das in den Jahren von 1974 bis 1976 entstand, wurde in Terrassenform als Hanghaus angelegt. Der ein- bis zweigeschossige Bungalow befindet sich in der Blumenberger Straße 24 und ist mit Flachsattel- und Pultdach ausgestattet. Die terrassierte Gartenanlage stammt von Gartenarchitekt Gerhart Teutsch und ermöglicht einen freien Blick auf die Willibaldsburg.

## Baudenkmal
Das Ensemble, bestehend aus Haus, Garten und Nebengebäuden stehen unter Denkmalschutz und sind im Denkmalatlas des Bayerischen Landesamtes für Denkmalpflege und in der Liste der Baudenkmäler in Eichstätt eingetragen.